# Ronny Abraham
 (juillet 2017).
Si vous disposez d'ouvrages ou d'articles de référence ou si vous connaissez des sites web de qualité traitant du thème abordé ici, merci de compléter l'article en donnant les références utiles à sa vérifiabilité et en les liant à la section « Notes et références ».
Ronny Abraham, né le 5 septembre 1951 à Alexandrie (Égypte), est un juriste français, président de la Cour internationale de justice de février 2015 à février 2018.

## Biographie

### Jeunesse et études
Ronny Abraham est diplômé de l'Institut d’études politiques de Paris en 1973. Il poursuit ses études en droit et obtient un diplôme d'études supérieures de droit public de l'université Paris I Panthéon Sorbonne en 1974. Il est admis à l'École nationale d'administration en 1976.

### Parcours professoral
Ronny Abraham enseigne en tant que professeur de droit international à l’IEP de Paris (jusqu’en 1998). Il est par ailleurs professeur associé à l’université Paris-Nanterre de 1997 à 2003, puis professeur associé à l'université d'Assas où il enseigne, entre 2004 et 2005, le droit international public et les droits de l’homme.

### Parcours professionnel
Il est magistrat des tribunaux administratifs entre 1978 et 1985, puis entre 1987 et 1988. Il est nommé sous-directeur à la direction des affaires juridiques du ministère des affaires étrangères (1986-1987). Il est maître des requêtes au conseil d'État de 1988 à 2000 puis conseiller d'État depuis 2000. Il est commissaire du gouvernement près les formations juridictionnelles de 1989 à 1998 puis directeur des affaires juridiques au ministère des affaires étrangères d'octobre 1998 à février 2005.
Il est alors élu juge à la Cour internationale de justice à compter du 15 février 2005, succédant à Gilbert Guillaume (qui a démissionné de ses fonctions le 11 février 2005) dont il achève le mandat venant à expiration le 5 février 2009, conformément à l’article 15 du Statut de la Cour.
En février 2009, son mandat est renouvelé jusqu'en 2018.
Entre 1998 et 2004, il est désigné en tant qu'agent de la France dans de nombreuses affaires devant les juridictions internationales et européennes :
Cour internationale de Justice : Licéité de l’emploi de la force (Serbie-et-Monténégro c. France) (demande en indication de mesures conservatoires, 1999 ; exceptions préliminaires, 2004) ; Certaines procédures pénales engagées en France (République du Congo c. France) (demande en indication de mesures conservatoires, 2003) ; Conséquences juridiques de l’édification d’un mur dans le territoire palestinien occupé (demande d’avis consultatif) (exposé écrit de la République française, 30 janvier 2004) ;
Cour européenne des droits de l’homme ;
Cour de justice des Communautés européennes ;
Tribunaux arbitraux internationaux : Tribunal constitué par la France et l’Organisation des Nations unies pour l’éducation, la science et la culture (Unesco) dans l’affaire relative au régime fiscal des pensions versées aux fonctionnaires retraités de l’Unesco résidant en France, sentence du 14 janvier 2003 ; Tribunal constitué par le Royaume des Pays-Bas et la République française dans l’affaire concernant l’apurement des comptes en application du protocole additionnel à la convention relative à la protection du Rhin contre la pollution par les chlorures, sentence du 12 mars 2004.
Il est parallèlement et successivement membre et président du comité d’experts du Conseil de l’Europe pour l’amélioration des procédures de protection des droits de l’homme (membre 1986-1998 ; président 1987-1989). Président du Comité consultatif mixte de l’Organisation de coopération et de développement économiques (1994-1998).
Membre de la délégation française à l’Assemblée générale des Nations unies (1998 à 2004). Chef de la délégation française à la Sixième Commission de Assemblée générale (1998 à 2004). Chef de la délégation française à l’Assemblée des États parties au statut de la Cour pénale internationale (2002, 2003, 2004). Chef de la délégation française dans le groupe de travail chargé d’élaborer le projet de convention des Nations unies sur les immunités juridictionnelles des États et de leurs biens (2004). Chef de la délégation de la France à la Commission centrale pour la navigation du Rhin (1998-2005) ; président de la Commission (2002-2003).
Puis enfin membre du conseil de la Société française pour le droit international. Membre du Groupe européen de droit public. Membre du comité de rédaction de l’Annuaire français de droit international.
Il est juge à la Cour Internationale de justice depuis 2005. En février 2015, il en devient le Président pour un mandat de trois ans. En février 2018, le Somali Abdulqawi Yusuf lui succède à la présidence.